# Balingup
Balingup est une ville de la région de South West d'Australie-Occidentale, en Australie.